# Стационе Кверо-Вас (Белуно)
Стационе Кверо-Вас (итал. Stazione Quero-Vas) је насеље у Италији у округу Белуно, региону Венето.
Према процени из 2011. у насељу је живело 8 становника. Насеље се налази на надморској висини од 198 м.